# Ken Watanabe

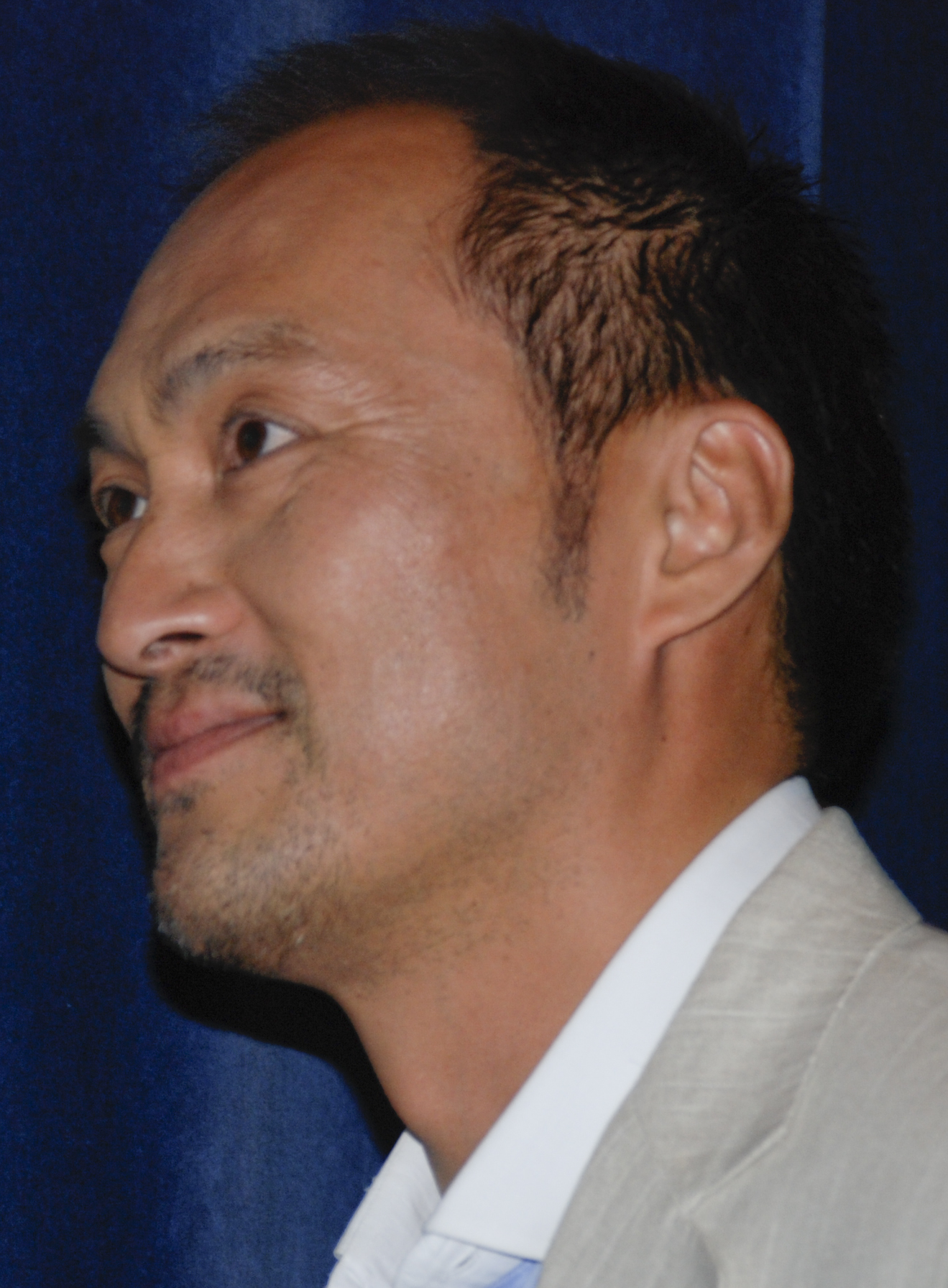
Ken Watanabe (2007)

Ken Watanabe (jap.: 渡辺謙 Watanabe Ken; * 21. Oktober 1959 in Koide, Landkreis Kitauonuma (heute: Uonuma), Präfektur Niigata) ist ein japanischer Schauspieler. In Japan als Darsteller in Komödien, Dramen und Actionfilmen etabliert, trat er auch in mehreren Hollywoodfilmen auf, meist in prägnanten Nebenrollen.

## Leben

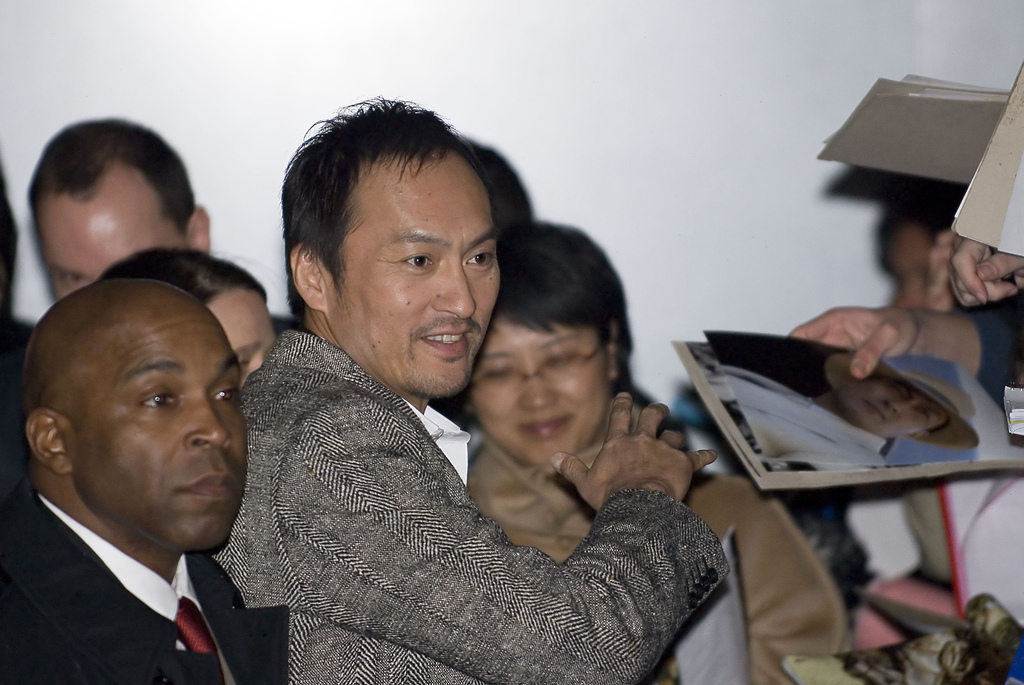
Watanabe nach einer Pressekonferenz in Berlin anlässlich der Premiere von Letters from Iwo Jima im Februar 2007

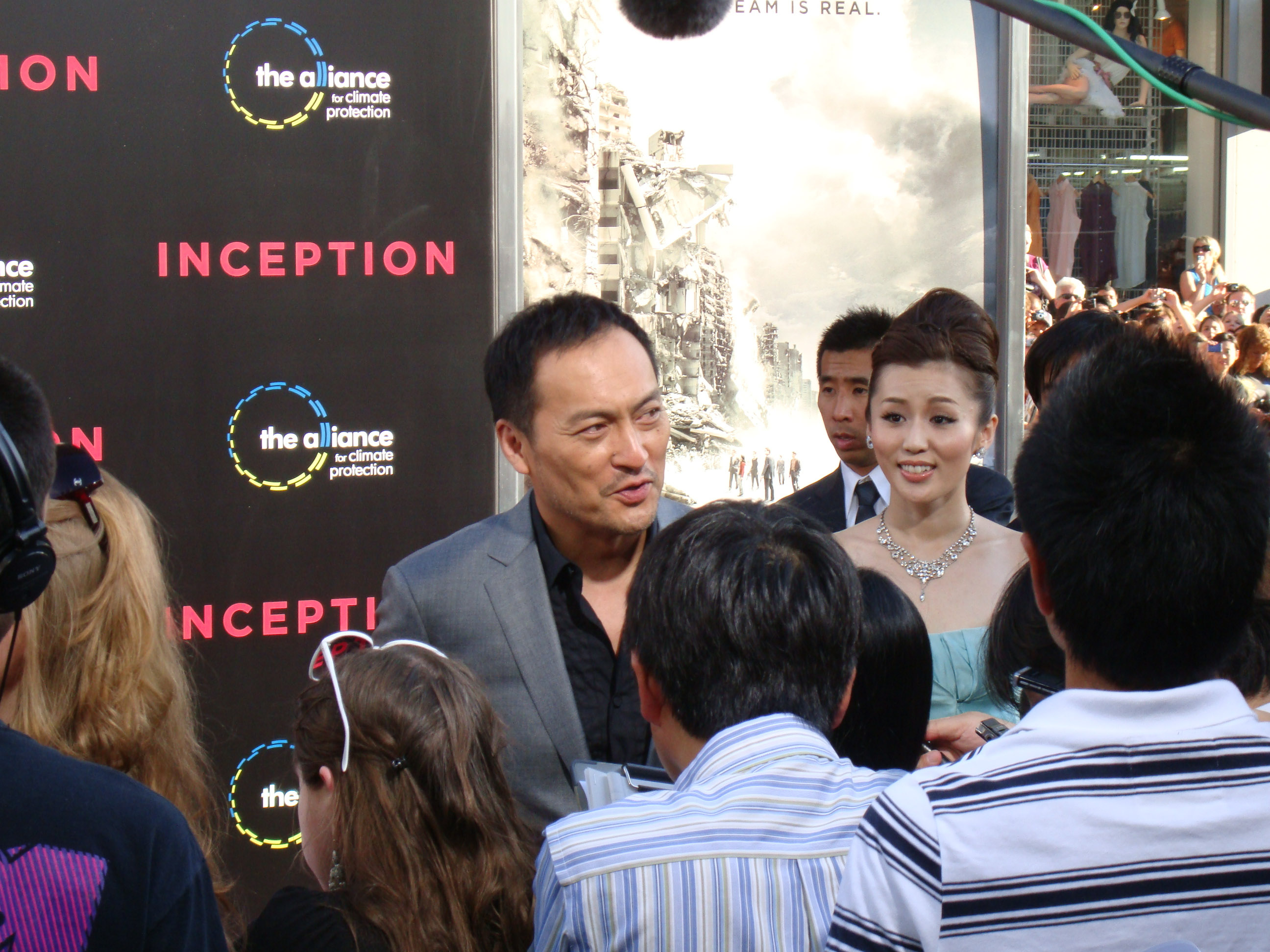
Watanabe bei der Premiere von Inception im Juli 2010

Ken Watanabes Eltern sind beide Lehrer. 1978 ging er nach Tokio, um eine Schauspielkarriere zu beginnen. Erste Aufmerksamkeit zog er auf sich, als der bekannte Regisseur Yukio Ninagawa dem damals noch Schauspiel studierenden Watanabe eine wichtige Rolle in der prestigeträchtigen Verfilmung des japanischen Klassikers Genji Monogatari gab.
Seinen nationalen Durchbruch hatte der für japanische Verhältnisse sehr hochgewachsene Watanabe als Samurai-Anführer in der Fernsehserie Dokugan ryu Masamune. Auch in seinem Privatleben versucht er die Ideale des Samurailebens zu verwirklichen (keine Anhäufung materieller Besitztümer, ehrenvolle und stolze Lebensführung, Disziplin). Eine andere Facette seiner Persönlichkeit präsentierte Watanabe in dem satirischen „Nudel-Western“ Tampopo.
1989 wurde bei Watanabe Leukämie diagnostiziert, doch er besiegte die Krankheit und hatte 2003 ein sensationelles Comeback und seinen internationalen Durchbruch mit Last Samurai. Für diesen Film wurde Watanabe sowohl für einen Golden Globe Award als auch für einen Oscar als bester Nebendarsteller nominiert. Damit war er erst der sechste asiatische Schauspieler, der eine Oscarnominierung erhielt.
Watanabe hat in Batman Begins einen Schurken (Ra’s al Ghuls Doppelgänger) und in Die Geisha einen edlen Charakter verkörpert. Für Clint Eastwood spielte er in Letters from Iwo Jima den heroisch scheiternden japanischen General Tadamichi Kuribayashi.
2006 hatte Ken Watanabe einen großen Erfolg in Yukihiko Tsutsumis Film Ashita no Kioku, in dem er einen erfolgreichen Geschäftsmann verkörpert, dessen Leben durch frühe Anzeichen einer Alzheimer-Krankheit dramatisch verändert wird. Für diesen Film erhielt er sämtliche wichtigen japanischen Filmpreise.
Im Jahr 2010 erschien der Film Inception, in diesem spielt er neben Leonardo DiCaprio einen japanischen Geschäftsmann.
Seit November 2013 ist er der Besitzer des Cafés „K-PORT“ in Kesennuma, Miyagi.
2014 war er im zweiten amerikanischen Remake zur Godzilla-Filmreihe als japanischer Wissenschaftler Dr. Ishiro Serizawa zu sehen.
Im April 2015 debütierte er am Broadway, im Vivian Beaumont Theater im Lincoln Center, mit der Produktion des Musicals von The King and I in der männlichen Titelrolle. Die weibliche Hauptrolle hatte die US-amerikanische Schauspielerin und Sängerin Kelli O’Hara, als Anna Leonowens, in der sie auch als Beste Hauptdarstellerin in einem Musical ausgezeichnet wurde. Im Jahr 2015 erhielt Watanabe seine erste Tony-Nominierung, für seine Leistung in der Rolle des Königs, als Bester Hauptdarsteller in einem Musical bei den 69. Tony Awards. Er war damit der erste japanische Schauspieler, der in dieser Kategorie nominiert wurde.
Watanabe wird auf Deutsch vom Opernsänger Tōru Tanabe synchronisiert. Für den Film Die Geisha wurde Detlef Bierstedt als Synchronsprecher engagiert.

## Privat
1983 heiratete Watanabe seine erste Frau Yumiko. Das Paar hat zwei Kinder, den Sohn Dai Watanabe (geb. 1984) und die Tochter Anne Watanabe (geb. 1986), welche beide u. a. als Schauspieler tätig sind.
Sie ließen sich im September 2005 scheiden.
Ken Watanabe heiratete im Dezember 2005 seine Schauspielkollegin Kaho Minami. Das Paar trennte sich 2018. Diese Ehe blieb kinderlos.

## Zitat
„Ich bin kein großer Star in Japan. Ich bin ein Schauspieler. Ich habe ein sehr normales Leben. Vier Tage in der Woche koche ich daheim. Ein Star tut so etwas nicht.“

## Filmografie (Auswahl)

### Fernsehserien
- 1984: Sanga moyu
- 1987: Dokugan-ryū Masamune
- 2000: Ikebukuro West Gate Park (池袋ウエストゲートパーク)
- 2004: Suna no utsuwa (砂の器)
- 2022: Tokyo Vice

### Filme
- 1984: MacArthurs Kinder (瀬戸内少年野球団 Setouchi shōnen yakyū dan)
- 1985: Kekkon annai mystery
- 1985: Tampopo (タンポポ)
- 1986: Karate Warrior (Il ragazzo dal kimono d’oro)
- 1986: Umi to dokuyaku
- 1991: Bakumatsu junjōden (幕末純情伝)
- 1997: Radio-Zeit (ラヂオの時間 Radio no jikan)
- 1998: Kizuna (絆 -きずな-)
- 2000: Space Travellers (スペーストラベラーズ Supēsu toraberāzu)
- 2001: Sennen no koi: Hikaru Genji Monogatari (千年の恋 ～ひかる源氏物語～)
- 2002: Hi wa mata noboru
- 2003: T.R.Y.
- 2003: Last Samurai (The Last Samurai)
- 2005: Batman Begins
- 2005: Kita no zeronen (北の零年)
- 2005: Die Geisha (Memoirs of a Geisha)
- 2006: Ashita no kioku (明日の記憶)
- 2006: Letters from Iwo Jima
- 2009: Mitternachtszirkus – Willkommen in der Welt der Vampire (Cirque du Freak: The Vampire’s Assistant)
- 2010: Inception
- 2010: Shanghai
- 2012: Hayabusa: The Long Voyage Home (はやぶさ)
- 2013: The Unforgiven (許されざる者, Yurusarezaru Mono)
- 2014: Godzilla
- 2014: Transformers: Ära des Untergangs (Transformers: Age of Extinction, Stimme)
- 2015: The Sea of Trees
- 2017: Transformers: The Last Knight (Stimme)
- 2018: Isle of Dogs – Ataris Reise (Isle of Dogs, Stimme)
- 2018: Die Geiselnahme (Bel Canto)
- 2019: Pokémon: Meisterdetektiv Pikachu (Pokémon: Detective Pikachu)
- 2019: Godzilla II: King of the Monsters
- 2020: Fukushima
- 2023: The Creator

## Auszeichnungen
- 1998: Japanese-Academy-Award-Nominierung für Kizuna
- 2001: Japanese-Academy-Award-Nominierung für Sennen no koi – Hikaru Genji monogatari
- 2002: Japanese-Academy-Award-Nominierung für Hi wa mata noboru
- 2003: Blue Ribbon Award, Broadcast-Film-Critics-Association-Award-Nominierung, Golden-Globe-Award-Nominierung, Las-Vegas-Film-Critics-Society-Award-Nominierung, Oscar-Nominierung, Phoenix-Film-Critics-Society-Award-Nominierung, Satellite-Award-Nominierung, Saturn-Award-Nominierung, Screen-Actors-Guild-Award-Nominierung für Last Samurai
- 2006: Blue Ribbon Award, Hochi Film Award, Japanese Academy Award, Kinema-Jumpō-Preis, Nikkan Sports Film Award für Ashita no kioku
- 2015: Tony Award Nominierung, als Bester Hauptdarsteller in einem Musical in The King and I.